# Gonaxia crassicaulis
Gonaxia crassicaulis är en nässeldjursart som beskrevs av Vervoort 1993. Gonaxia crassicaulis ingår i släktet Gonaxia och familjen Sertulariidae. Inga underarter finns listade i Catalogue of Life.